# Championica
Championica is een geslacht van rechtvleugeligen uit de familie sabelsprinkhanen (Tettigoniidae). De wetenschappelijke naam van dit geslacht is voor het eerst geldig gepubliceerd in 1898 door Saussure & Pictet.

## Soorten
Het geslacht Championica omvat de volgende soorten:
- Championica antennata Scudder, 1869
- Championica cervus Gorochov, 2012